# Перелік українських музеїв
Музе́ї України — державні, комунальні, відомчі та приватні музеї України. В Україні нараховується близько п'яти тисяч різноманітних музеїв. За роки незалежності кількість музеїв збільшилось більше ніж удвічі.
Музеї, в яких зберігаються музейні колекції та музейні предмети, що є державною власністю і належать до державної частини Музейного фонду України перелічені в додатку, затвердженому постановою Кабінету Міністрів України від 2 лютого 2000 р. N 209 «Про затвердження переліку музеїв, в яких зберігаються музейні колекції та музейні предмети, що є державною власністю і належать до державної частини Музейного фонду України»

## Державні музеї
За даними Міністерства культури і туризму України в 2009 році в Україні було 458 музеїв.
Серед державних та комунальних музеїв: історичних — 140 і краєзнавчих — 146, художніх — 73, природних — 5, технічних — 2, літературних — 45; етнографічних — 8. У державних і комунальних музеях зберігається майже 12 млн музейних предметів. Експонується лише 10 частина всіх музейних скарбів.
Керує музейною галуззю відділ у Міністерстві культури і туризму України. Станом на травень 2017 є 15 музейних установ, які безпосередньо належать до сфери управління Міністерства культури і туризму України:
1. Національний музей історії України
2. Меморіальний комплекс «Національний музей історії України у Другій світовій війні»
3. Національний художній музей України
4. Національний музей літератури України
5. Національний музей Тараса Шевченка
6. Національний науково-дослідний реставраційний центр України
7. Дирекція художніх виставок України
8. Національний музей-заповідник українського гончарства в Опішному
9. Національний музей у Львові
10. Львівська галерея мистецтв
11. Національний музей «Меморіал жертв Голодомору»
12. Національний музей народної архітектури та побуту України
13. Національний музей-меморіал жертв окупаційних режимів «Тюрма на Лонцького»
14. Національний меморіальний комплекс «Висота маршала І.С.Конєва»
15. Музей історії Десятинної церкви
16. Музей науки Львів

### Відомчі музеї
Кілька тисяч музеїв (3 500), створених при навчальних закладах, підвідомчі Міністерству освіти. Кілька музеїв має Мінбуд. Міноборони має один військовий музей з десятком філіалів (близько 50 музеїв у військових частинах).
Власні музеї має ДСНС України. Специфіка діяльності оперативно-рятувальної служби цивільного захисту зумовила формування музейних установ двох видів: пожежно-технічних виставок та власне комплексних історичних музеїв. Нині в ДСНС України функціонують 34 музейні установи. Декілька із них мають статус народних музеїв, як, наприклад, Народний музей Черкаського інституту пожежної безпеки імені Героїв Чорнобиля.
Існує велика кількість сільських музеїв. Виникло тисячі приватних музеїв.
Загалом в Україні є майже 5 000 музеїв — величезна галузь, яка не має єдиного керівного органу, який би вів статистичні дані, надавав фахову допомогу, відстоював інтереси музеїв та їхніх працівників.

## Приватні музеї
За останні роки відкрилися тисячі приватних музеїв. Це — Харківський приватний музей міської садиби, музей Г. Кочура в Ірпіні, музей грошей у Феодосії, Музей залізничного транспорту в Донецьку, Історико-археологічний музей «Прадавня Аратта — Україна» в с. Трипілля, приватний музей мінералогії, археології, трипільської культури Віктора Томнюка, музей слідопитів в Нових Петрівцях Київської області, музей етнографії в Буштині, музей Миклухо-Маклая в с. Калитянське, Чернігівської області, Перший всеукраїнський музей історії однострою в м.Кременчук Полтавської області і багато-багато інших невеликих музеїв.
З серпня 2011 року в місті Радомишлі діє Музей української домашньої ікони, створений українською лікаркою і співачкою Ольгою Богомолець.
У липні 2013 року в Криму, в селищі Кача, неподалік Севастополя, відкрився вже другий Музей відомого вченого-мандрівника М. М. Миклухо-Маклая, створений родиною сучасних Миклухо-Маклаїв. Докладна інформація на сайті: www.mmaklay.com.
У травні 2017 року у місті Києві відкрився приватний музей костюму та стилю XIX століття "Victoria Museum", заснований Вікторією Лисенко. У 2021 році музей став номінантом престижної європейської премії EMYA.
Особливо багато приватних музеїв у Карпатах, в місцях туристичного паломництва. Музеї відкриті в приватних хатах на базі власної колекції, наприклад Музей гуцульського побуту, етнографії та музичних інструментів Романа Кумлика (смт Верховина). Сюди залюбки приходять туристи, аби дізнатися історію української культури, доторкнутися та приміряти старовинний одяг, провести інтерактивне спілкування з минулим.
Багато приватних музеїв функціонує в Києві. Більшість з них — це художні музеї, які експонують зібрання картин, ікон, книг: Галереї приватних колекцій Олександра Прогнімака, приватний Музей Якубовських, Музей сучасного образотворчого мистецтва України, «Духовні скарби України», Музей Однієї вулиці, та Музей воскових фігур, Музей булатної зброї.
У Львові відкрили Науково-розважальний інтерактивний музей "Еврика", 2024 року відкрили Музей традиційного українського одягу приватної колекції Роксоляни Шимчук.
З 2018 року в Луцьку функціонує Музей сучасного українського мистецтва Корсаків. Це найбільший в Україні музей сучасного національного мистецтва, в якому зібрані картини, графіка, скульптури, відеоматеріали, інсталяції із середини XX століття до сучасності. Також у ньому з листопада 2022 року відомий український художник Петро Антип створює картину "Космогонія" площею 2000 кв. м, яка стане найбільшою у світі.

## Вплив російсько-української війни
77 музеїв та галерей були зруйновані або пошкоджені станом на 25 квітня 2023 року згідно інформації Міністерства культури та інформаційної політики України. Загально найбільших втрат і збитків культурна інфраструктура отримала у Донецькій, Харківській, Херсонській, Київській, Миколаївській Луганській та Запорізькій областях.